# ايشيكلي (أديامان)
ايشيكلي (بالكردية: Qemerdîn‏) (بالتركية: Işıklı)‏ هي قرية تتبع إداريّاً لمديرية أديامان في محافظة أديامان التركية الواقعة في جنوب شرق الأناضول. وبلغ عدد سكانها 126 نسمة في عام 2021.